# Solieria pallida
Solieria pallida là một loài ruồi trong họ Tachinidae.